# کامننا (ناحیه چسکه بودیوویتسه)
کامننا (به چکی: Kamenná) یک منطقهٔ مسکونی در جمهوری چک است که در شهرستان چسکه بودیوویتسه واقع شده‌است. کامننا ۱۲٫۶۱ کیلومتر مربع مساحت و ۳۰۴ نفر جمعیت دارد و ۵۶۰ متر بالاتر از سطح دریا واقع شده‌است.